# Diamantoide
Um diamantóide, no contexto da fabricação de componentes materiais para nanotecnologia, geralmente refere-se a estruturas que se assemelham ao diamante num sentido amplo: ou seja, fortes, densas, contendo estruturas rígidas de 3-D de redes de ligações covalentes, formadas principalmente por átomos de segunda e primeira linha com valência de três ou mais. Exemplos de estruturas diamantóides incluem o diamante cristalino, safiras e outras estruturas rígidas similares ao diamante, mas com substituições de átomos diferentes, que podem incluir N, O, Si, S, e assim por diante. Estruturas de carbomo hibridizadas com Sp ² - em contraste com o carbono hibridizado com o sp ³, no diamante - organizadas em chapas planas ("folhas de grafeno") às vezes também são incluídas na classe de materiais diamantóides para a nanotecnologia. Exemplos dessas são o grafite, os nanotubos de carbono formados por folhas de átomos de carbono enroladas em tubos, esferas de fulereno e outras estruturas de grafeno.

## Estrutura química
No contexto da química clássica, "diamantóides" referem-se às variantes da molécula de cadeias de carbono conhecida como adamantano (C10H16), a menor unidade da cadeia estrutral no cristal de diamante. Diamantóides, também conhecidos como nanodiamantes, adamantanos condensados, podem incluir uma ou mais cadeias (adamantano, diamantano, triamantano e polimantanos), bem como numerosas variantes estruturais isomérica de adamantanos e polimantanos. Esses diamantóides ocorrem naturalmente em depósitos de petróleo e foram extraídos e purificados em grandes cristais de moléculas de polimantano com mais de uma dúzia de cadeias de adamantano por molécula. Estes espécimes são de interesse como aproximações da estrutura molecular do diamante cúbico, terminado em ligações C-H. O ciclohexamantano pode ser pensado como um diamante do tamanho de um nanômetro, com aproximadamente 2.8 * 10−21 carats.
Exemplos incluem:
- Adamantano (C10H16)
- Iceano (C12H18)
- BC-8 (C14H20)
- Diamantano (C14H20) também chamado diadamantano, duas cadeias com uma face unida
- Triamantano (C18H24), também chamado triadamantano. O diamantano tem quatro faces idênticas que podem ancorar uma nova unidade C4H4.
- Isotetramantano (C22H28). O triamantano tem oito faces nas quais uma nova unidade C4H4 pode ser adicionada, resultando em 4 isômeros. Um deles apresenta uma curvatura em hélice e, dessa forma, é proquiral. Os enantiômeros P e M já foram isolados.
- Pentamantano, tem nove isômeros com a fórmula química C26H32. Também existe mais um pentamantano, com a fórmula C25H30
- Ciclohexamantano (C26H30)
- Super-adamantano (C35H36)
- Acetato básico de berílio Be4O(O2CCH3)6

Um isômero do tetramantano é o maior diamantóide já preparado por síntese orgânica. O primeiro grande isolamento de uma ampla gama de diamantóides do petróleo ocorreu nas seguintes etapas: uma destilação a vácuo acima de 345 °C, o equivalente ao ponto de ebulição atmosférica, depois pirólise de 400 a 450 °C a fim de eliminar todos os compostos não diamantóides e, em seguida, uma série de técnicas de separação por CLAE
Em um estudo, um composto tetramantano é equipado com grupos tiol nas posições das pontes. Isso permite que se fixem em uma superfície de ouro, formando monocamadas.

## Origem e ocorrência dos diamantóides
Os diamantóides são encontrados nos hidrocarbonetos (petróleo e gás natural). Os condensados, que são óleos (petróleo) extremamente leves, possuem cerca de uma colher de sopa de diamantóides por galão (cerca de 3,78 litros). Ainda não se conhece a termodinâmica das moléculas de diamantóides, porém seu aspecto cristalino similar ao diamante faz supor origem no interior do manto terrestre. Os diamantóides podem ser carregados junto com os hidrocarbonetos que ascendem do manto para a crosta terrestre  nos processos de migração de petróleo e ou gás natural.